# Johann Georg Christian Lehmann

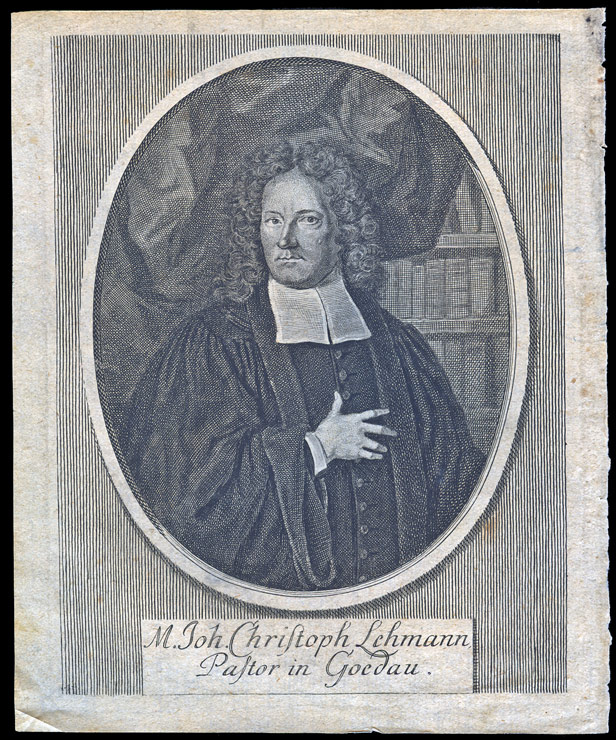
Johann Georg Christian Lehmann

Johann Georg Christian Lehmann (Haselau, 25 februari 1792 - Hamburg, 12 februari 1860) was een Duits botanicus. Zijn auteurskenmerk is: „Lehm.“.
Lehmann studeerde geneeskunde in Kopenhagen en Göttingen en verkreeg de titel van doctor in de geneeskunde in 1813 en doctor in de filosofie in 1814 aan de Universiteit van Jena. 
In 1818 werd hij professor in de fysica en de natuurgeschiedenis aan het Akademischen Gymnasium Hamburg, waar hij ook hoofdbibliothecaris was. In 1821 stichtte hij de Botanische Tuin van Hamburg, waarvan hij ook de eerste directeur was. De stichting werd geformaliseerd door het planten van een plataan die er zich thans nog steeds bevindt, namelijk aan de Dammtor-ingang van het Planten un Blomen-park.
De botanische tuin zelf is inmiddels verhuisd naar Klein-Flottbek.
- Biblioteca Nacional de Chile: 000536442
- Bibliothèque nationale de France: cb125520286 (data)
- Author citation (botany): Lehm.
- Gemeinsame Normdatei: 116866950
- International Standard Name Identifier: 0000 0001 2138 1680
- Library of Congress Control Number: nb2009018625
- Nationale Bibliotheek van Tsjechië: mub20191034879
- Nationale bibliotheek van Australië: 35325495
- Nederlandse Thesaurus van Auteursnamen: 070145164
- Réseau des bibliothèques de Suisse occidentale: 02-A003509240
- Istituto Centrale per il Catalogo Unico: RMSV045870
- LIBRIS: 281933
- Système universitaire de documentation: 034805052
- Museum of New Zealand Te Papa Tongarewa: 50351
- Trove: 912269
- Virtual International Authority File: 69044745
- WorldCat: E39PBJy8rYQx7g3w36kJRMBkjC